# 稀少方蚌
稀少方蚌（学名：Quadrula sparsa），又名阿帕拉契山猴面真珠蚌，是美國特有的一種淡水蚌，現正處於極危狀況。